# Ocotea brevipetiolata
Ocotea brevipetiolata är en lagerväxtart som beskrevs av Van der Werff. Ocotea brevipetiolata ingår i släktet Ocotea och familjen lagerväxter. Inga underarter finns listade i Catalogue of Life.